# Willi Rickmer Rickmers
Willi Rickmer Rickmers (Lehe, hoy en día un barrio de Bremerhaven, 1 de mayo de 1873-Múnich, 15 de junio de 1965) fue un montañero, esquiador, explorador y coleccionista alemán.

## Biografía

### Juventud y formación
Su padre fue el comerciante Wilhelm Rickmers y su abuelo, Rickmer Clasen Rickmers, fue el fundador de la empresa Rickmers Reederei. Acudió a la escuela de negocios de Bremen y en 1893 acudió a la Universidad de Viena donde estudió zoología, botánica y geología, además de ingresar en la Asociación Alpina Austriaca. En 1894 escaló el monte Ararat.

### Expediciones
Su primera toma de contacto con el Turquestán fue en un viaje a Samarcanda y Bujará en los años 1894 y 1895. En su tercer y cuarto viaje (1896 y 1898) viajó a las montañas al este de Bujará y alcanzó el curso alto del Jachsu en la actual Tayikistán. Otra expedición importante fue la realizada al Cáucaso en 1903, donde se subieron varias cumbres por primera vez, entre ellas la cumbre sur del Ushba el 26 de julio. Realizó la ascensión junto a Adolf Schulze, Robert Helbling, Federico Reichert, Anton Weber y Oscar Schuster. Gracias a ese viaje fue elegido miembro del Akademischer Alpen-Club Zürich.
En 1906 viajó a Asia con su mujer británica Mabel, que era alpinista y orientalista, donde recorrió las montañas Fan y el glaciar del río Zeravshan, lo que proporcionó una información valiosa para el estudio de los glaciares. También llegó a Qal'ai Khumb, muy cerca de su objetivo más deseado, la cordillera del Pamir.
En 1908 trabajó para el ministerio de trabajo austríaco en el área de turismo. En 1913 dirigió la primera expedición del Club Alpino Austro-alemán al Pamir, con el objetivo de explorar las montañas y los puertos de la cara sur del valle de Jarm, el valle de Khingob y el glaciar Fedchenko, además de los puertos que conducían a Wantsch y Muksu. En ese viaje tomó la primera fotografía del pico Ismail Samani. En ese viaje también se realizó un estudio de fotogrametría de una parte de la cordillera del Pamir, en el emirato de Bujará. Los resultados de la expedición los publicó en 1914 en la revista del club.
Participó en la Primera Guerra Mundial y en 1918 se estableció en Múnich, donde se dedicó a traducir del inglés libros y noticias sobre alpinismo.
En 1928 la Notgemeinschaft der deutschen Wissenschaft de Berlín y la Academia de Ciencias de Rusia de Leningrado, con la colaboración del Club Alpino Austro-alemán, organizaron la expedición alemano-soviética al Valle de Alay y al Trans-Alay bajo la dirección conjunta de Willi Rickmer Rickmers y Nikolái Gorbunov. Estas colaboraciones eran bastante raras en esa época. Se dividieron los trabajos: los rusos se encargaron de los aspectos mineralógicos, petrográficos y de la toma de datos astronómicos y geodésicos, mientras que los alemanes se encargaron de la geología, las mediciones y la cartografía, la glaciología y la lingüística. El objetivo principal era la investigación y la cartografía del centro de la cordillera del Pamir, zona inexplorada en aquella época, que era conocida como Sel Tau. En esa expedición se determinó la longitud del glaciar Fedchenko, que resultó ser el glaciar de montaña más largo del mundo. A principios de junio llegó a Taskent. En diciembre la expedición regresó.
Con los resultados de esa expedición conjunta publicó en el año 1930 un libro, Alai! Alai!, editado por la editorial Bibliographisches Institut & F. A. Brockhaus.
En 1921 se opuso enconadamente a la expulsión de los judíos del club alpino.
Gracias a la implantación y expansión del esquí en los Alpes alcanzó gran notoriedad. Donó su colección de alfombras de Bujará al Museo etnológico de Berlín. En 1930 publicó su autobiografía, Querschnitt durch mich. Desde 1930 residió en Múnich.

## Honores
- Doctor honoris causa de la Universidad alpina alemana por sus investigaciones en las montañas de Asia Central (1930).
- En 1935 la Royal Geographical Society le concedió la Patron’s Medal.
- La Sociedad Geográfica de Berlín la concedió la medalla ruiseñor.
- El 1 de mayo de 1943 recibió la Medalla Goethe de las Artes y las Ciencias con motivo de su septuagésimo cumpleaños. La Royal Geographical Society le concedió la King's Medal.

## Obra
- Alai! Alai! Arbeiten und Erlebnisse der Deutsch-Russischen Alai-Pamir-Expedition (1930)
- Alai-(Pamir-)Expedition 1928 (Vorläufige Berichte der deutschen Teilnehmer) (1929)
- Die Wallfahrt zum Wahren Jakob. Gebirgswanderungen in Kantabrien (1926)
- The Duab of Turkestan (1913)